# Hugo Pool
Hugo Pool é um filme estadunidense de 1997, dos gêneros comédia e drama, dirigido por Robert Downey, Sr. e estrelado por Alyssa Milano e Patrick Dempsey. 

## Sinopse
Hugo Dugay (Alyssa Milano) é uma jovem moradora de Los Angeles que trabalha como limpadora de piscinas que se apaixona por um homem que está morrendo de uma doença fatal.

## Elenco
- Alyssa Milano – Hugo Dugay
- Patrick Dempsey – Floyd Gaylen
- Cathy Moriarty – Minerva Dugay
- Robert Downey Jr. – Franz Mazur
- Richard Lewis – Chick Chicalini
- Malcolm McDowell – Henry Dugay
- Sean Penn – Homem com sapatos azuis